# Europa Universalis: Rome
Europa Universalis: Rome — відеогра жанру глобальна стратегія, розроблена шведською компанією Paradox Development Studio та випущена компанією Paradox Interactive. Відеогра вийшла 15 квітня 2008 року та була розроблена на основі рушія, використаного в Europa Universalis III, при цьому, розробники також значно поліпшили графіку гри загалом.

## Ігровий процес
Події Europa Universalis: Rome відбуваються в античну епоху та охоплюють більшу частину Європи, частину Передньої Азії та Північної Африки. Проте в порівнянні з іншими частинами серії, загальна кількість провінцій значно зменшилася.
Гравцю дається можливість зіграти протягом понад 250 років, розпочинаючи з Піррової війни та до появи Римської імперії. З Crusader Kings до гри додали розвинену систему персонажів (система була істотно допрацьована в порівнянні з CK), які можуть обіймати посади (у тому числі глав держав, губернаторів провінцій, полководців та флотоводців). Також у відеогрі, вперше в серії, з'явилася система громадянських воєн, які можуть розпочати нелояльні політики чи полководці, та з'явилися варвари, які мандрують по глобальній мапі й можуть атакувати цивілізовану країну і захопити частину її територій, заснувавши на ній власну державу. Разом із двома новими системами, розробники ще значно поліпшили систему торгівлі між провінціями, яка сильно різниться від минулих частин серії.

## Доповнення
19 листопада 2009 року було випущено перше та єдине доповнення до відеогри — Europa Universalis: Rome — Vae Victis. Головною особливістю розширення стала внутрішня політика, яка стала значно складнішою. В республіканських державах існуватиме Сенат, в якому будуть вести боротьбу п'ять політичних фракцій (військова, торговельна, релігійна, цивільна та популістська), в монархіях замість Сенату будуть радники (до того ж, якщо більшість радників не підтримає основного спадкоємця на престол, може початися громадянська війна), а у варварських державах гравець повинен враховувати інтереси вождів кланів.